# Katrien Aerts
Katrien Aerts, née à Geel le 15 mars 1976 , est une skieuse acrobatique belge.

## Jeux olympiques 2014
Katrien Aerts participe aux Jeux olympiques 2014 à Sotchi (Russie) en half-pipe.

## Palmarès
Le 21 janvier 2011, elle monte sur son premier podium de Coupe du monde en terminant troisième au half-pipe de Kreischberg.

### Épreuves
| année | 1re | 2e | 3e          | top 5               | top 10                                           |
| ----- | --- | -- | ----------- | ------------------- | ------------------------------------------------ |
| 2014  | -   | -  | -           | -                   | 7e Calgary ; 9e Copper Mountain                  |
| 2013  | -   | -  | -           | 4 eme Cardrona      | 10e Copper Mountain ; 6e Sierra Nevada           |
| 2012  | -   | -  | -           | -                   | 7e Mammoth; 6e Cardrona                          |
| 2011  | -   | -  | Kreischberg | -                   | 6e La Plagne ; 7e La Plagne                      |
| 2009  | -   | -  | -           | -                   | 8e Les Contamines ; 9e Park City mountain resort |
| 2006  | -   | -  | -           | 4 emeLes Contamines |                                                  |